# グラプトペタルム属
グラプトペタルム属（学：Graptopetalum）は、ベンケイソウ科に含まれる属の一つ。

## 特徴
多肉植物の中でも剛健な性質を持ち、小型腫が多いのが特徴である。（朧月・秋麗など比較的大型の種もある）多肉植物の中では比較的寒さに強く、0℃まで耐える耐寒性を持つ。葉は肉厚であり、表面は粉に覆われている種もある。また、本属の植物は、基本的に上に伸びていくが、ある程度上へ伸びると自重に耐えられなくなり、地面に倒れて匍匐して伸びる様になる。この際、茎の途中から根を出す場合もある。そして、春頃には葉腋部分から花茎を伸ばし、集散花序を付ける。花色は種にもよるが白色もしくは、黄色になる。花弁の中心部には濃い赤色の斑点が入る。多肉植物の例に漏れず繁殖力が強く、脱落した葉の基部からクローンを生み出して増殖していく。共通して、春と秋に生育が旺盛になる生育期を迎え、夏と冬には生育が鈍化、もしくは停止する成長サイクルを取っている。そして、耐陰性、耐湿性には乏しく、日影に置いておくと徒長し易く、土壌の加湿状態が継続すると根腐れを起こしやすい。中米、メキシコ原産である。

## 名称について
グラプトペタルム属（Graptopetalum）の由来は、ギリシャ語の「Graptos」「Petalon」の二語の合成語である。和訳は「塗装された花弁」となり、本属の花に見られる赤い斑点にちなんでいるとされる。

## 利用
本属の植物の多くは、観賞用途の多肉植物として、鉢・その他容器内で、栽培される場合がほとんどである。だが、グラパラリーフの様に食用として栽培されている種もある。

## 品種
ここでは、著名な種を掲載する。【】内は学名。引用元はこちら。
- アメジスティヌム　　　【Graptopetalum amethystinum】

- 朧月（おぼろづき）　　【Graptopetalum paraguayense】
- 銀天女（ぎんてんにょ）【Graptopetalum rusbyi】
- 秋麗（しゅうれい）　　【Graptopetalum 'shuurei'】
- だるま秋麗　　　　　　【Graptopetalum 'Daruma Shuurei'】
- パープルディライト　　【Graptopetalum 'Purple Delight'】
- パープルドリーム　　　【Graptoveria 'Purple Dreams'】
- バイネシー　　　　　　【Graptopetalum bainesii】
- バルトラミー　　　　　【Graptopetalum bartramii】
- ピーチ姫　　　　　　　【Graptosedum 'Bronze' f.variegata】
- 姫秋麗(ひめしゅうれい)【Graptopetalum mendozae】
- ブロンズ姫　　　　　　【Graptopetalum 'Bronz'】
- ベルム　　　　　　　　【Graptopetalum bellum】
- ペンタンドルム　　　　【Graptopetalum pentandrum】
- ホワイトパール　　　　【Graptopetalum 'White Pearl'】
- マクドガリー　　　　　【Graptopetalum macdougalii】

　他にも様々な品種がある。

## 外部サイト
- 多肉図鑑 PUKUBOOK(プクブック) ―「好き」が見つかる多肉植物図鑑| スタブアイコン | この項目は、植物に関連した書きかけの項目です。この項目を加筆・訂正などしてくださる協力者を求めています（プロジェクト:植物／Portal:植物）。 |  - 表示
  - 編集